# Mario Lanfranchi
Mario Lanfranchi (* 30. Juni 1927 in Parma; † 3. Januar 2022) war ein italienischer Opern- und Filmregisseur.

## Leben
Lanfranchi war früh beim neuen Medium Fernsehen tätig, wo er für journalistische, musikalische und darstellende Programmformen zuständig war. Daneben etablierte er sich als einer der bedeutenden Opernregisseure, wobei er des Öfteren seine Frau, Sopran Anna Moffo – die beiden waren von 1957 bis 1974 verheiratet –, in Szene setzte. Hatte er zwischen 1956 und 1962 dreizehn Opern-Inszenierungen für das Fernsehen geschaffen, so trat er ab 1963 auch mehrmals mit Kinoverfilmungen dieser Musikgattung in Erscheinung; allerdings blieben die ersten beiden Versuche nahezu ungesehen. Der dritte jedoch, eine La-traviata-Version, wurde ein großer Erfolg. Es folgten ein ungewöhnlicher Italowestern und zwischen 1974 und 1976 zwei selbstproduzierte Krimis und ein Pornofilm. 1982 entstand für das Fernsehen seine letzte Arbeit. Lanfranchi ist nicht zu verwechseln mit einem vor allem Mitte der 1960er Jahre aktiven Schauspieler gleichen Namens.
Lanfranchis Familie besaß die gleichnamige Villa.

## Filmografie (Auswahl)
- 1967: La Traviata (La traviata)
- 1968: Django – Unbarmherzig wie die Sonne (Sentenza di morte)
- 1974: Il bacio
- 1976: Die Herrenreiterin (La padrona è servita)
- 1976: Genova a mano armata